# Campionat de Catalunya de tennis de taula
El Campionat de Catalunya de tennis de taula és una competició esportiva de tennis de taula, creat l'any 1935. De caràcter anual, està organitzat per la Federació Catalana de Tennis de Taula (FCTT). Després del parèntesi de la Guerra Civil espanyola, va disputar-se ininterrompudament fins a la temporada 1961-62, quan la Federació Espanyola de Tennis de Taula va dissoldre les federacions regionals i va fundar les provincials. Entre 1962-63 i 1982-83 van disputar-se campionats provincials a Barcelona, Girona, Tarragona i Lleida. Després de la restauració de la FCTT, va reprendre's el Campionat de Catalunya la temporada 1982-83, a excepció de la temporada 2019-20 que fou cancel·lada pel risc públic de contagi del COVID-19.
Destaquen en categoria femenina, Jéssica Hernández amb nou títols, Dolors Moliné i Nacha Hospital amb set i Ana María Godes amb sis.

## Historial
| Edició                                                       | Data    | Ind. masculí                                               | Ind. femení                                                | Dobles masculí                                             | Dobles femení                                              | Dobles mixtos                                              | Seu                                                        | refs. |
| ------------------------------------------------------------ | ------- | ---------------------------------------------------------- | ---------------------------------------------------------- | ---------------------------------------------------------- | ---------------------------------------------------------- | ---------------------------------------------------------- | ---------------------------------------------------------- | ----- |
| I                                                            | 1935    | Nomen                                                      | N/D                                                        | Espinós Taltavull                                          | N/D                                                        | Calvo Palay II                                             |                                                            |       |
| II                                                           | 1936    | Llobet                                                     | Núria Esqué                                                | Nomen Gil                                                  | Núria Esqué Carme Esqué                                    | Calvo Palay II                                             | [ 2 ]                                                      |       |
| no es disputà entre 1937 i 1941                              |         |                                                            |                                                            |                                                            |                                                            |                                                            |                                                            |       |
| III                                                          | 1940-41 | Joan Josep Petit                                           | Conxita Berger                                             | Llobet Serra                                               | Conxita Panadès Galindo                                    | Mirosa Llobet                                              |                                                            | [ 2 ] |
| IV                                                           | 1941-42 | Joan Josep Petit                                           | Núria Rafecas                                              | Gil Albert Dueso                                           | Núria Rafecas Armadà                                       | Núria Rafecas Roman                                        |                                                            | [ 2 ] |
| V                                                            | 1942-43 | Jaume Capdevila                                            | Conxita Panadès                                            | Joan Josep Petit Jaume Capdevila                           | Josefina Tió Núria Subietas                                | Conxita Panadès Jaume Capdevila                            |                                                            | [ 2 ] |
| VI                                                           | 1943-44 | Albert Dueso                                               | Dolors Moliné                                              | Joan Brugada Crespi                                        | Núria Rafecas Armadà                                       | Núria Rafecas Albert Dueso                                 |                                                            |       |
| VII                                                          | 1944-45 | Jaume Capdevila                                            | Dolors Moliné                                              | Jaume Capdevila Joan Tarragon                              | Dolors Moliné Maria Teresa Bial                            | Maria Teresa Bial Jaume Capdevila                          |                                                            |       |
| VIII                                                         | 1945-46 | Albert Dueso                                               | Maria Teresa Grau                                          | Albert Dueso Miguel Aguerri                                | Dolors Moliné Matilde Matheos                              | Dolors Moliné Joan Brugada                                 |                                                            |       |
| IX                                                           | 1946-47 | Albert Dueso                                               | Dolors Moliné                                              | Albert Dueso Miguel Aguerri                                | Dolors Moliné Matilde Matheos                              | Dolors Moliné Joan Brugada                                 | Saló Iris, Barcelona                                       |       |
| X                                                            | 1947-48 | Albert Dueso                                               | Dolors Moliné                                              | Gil Solé                                                   | Dolors Moliné Matilde Matheos                              | Dolors Moliné Joan Brugada                                 |                                                            |       |
| XI                                                           | 1948-49 | Miguel Aguerri                                             | Dolors Moliné                                              | Miguel Aguerri Pérez                                       | Maria Teresa Grau Fernàndez                                | Guix Miguel Aguerri                                        |                                                            |       |
| XII                                                          | 1949-50 | Miguel Aguerri                                             | Dolors Moliné                                              | Ramon Carles Gadea                                         | N/D                                                        | Dolors Moliné Miguel Aguerri                               |                                                            |       |
| XIII                                                         | 1950-51 | Albert Dueso                                               | Mercè Solsona                                              | Capdevila Sallent                                          | Dolors Moliné Guix                                         | Conxita Panadès Ramon                                      |                                                            |       |
| XIV                                                          | 1951-52 | Miguel Aguerri                                             | Dolors Moliné                                              | Andreu Ibañez                                              | N/D                                                        | Dolors Moliné Bassa                                        |                                                            |       |
| XV                                                           | 1952-53 | Jordi Palés II                                             | Nacha Hospital                                             | Albiol Pérez                                               | Nacha Hospital Serra                                       | M. Grau Salichs                                            |                                                            |       |
| XVI                                                          | 1953-54 | Miguel Aguerri                                             | Isabel Bas                                                 | Josep Maria Palés I Jordi Palés II                         | Alícia Guri Mercè Solsona                                  | M. Grau Salichs                                            |                                                            |       |
| XVII                                                         | 1954-55 | Jordi Palés II                                             | Isabel Bas                                                 | Albert Dueso Salomó                                        | Vidal Mateo                                                | Mercè Solsona Albert Dueso                                 |                                                            |       |
| XVIII                                                        | 1955-56 | Jordi Palés II                                             | Nacha Hospital                                             | Josep Maria Palés I Jordi Palés II                         | Alícia Guri Mercè Solsona                                  | Mercè Solsona Albert Dueso                                 |                                                            |       |
| XIX                                                          | 1956-57 | Martí Olivar                                               | Nacha Hospital                                             | Brugada Huescas II                                         | Alícia Guri Mercè Solsona                                  | Alícia Guri Aguerri                                        |                                                            |       |
| XX                                                           | 1957-58 | Albert Dueso                                               | Nacha Hospital                                             | Albert Dueso Miguel Aguerri                                | Alícia Guri Mercè Solsona                                  | Nacha Hospital Albert Dueso                                |                                                            |       |
| XXI                                                          | 1958-59 | Martí Olivar                                               | Nacha Hospital                                             | Josep Maria Palés I Albiol                                 | Alícia Guri Mercè Solsona                                  | Anna Maria Navarro Lhorman                                 |                                                            |       |
| XXII                                                         | 1959-60 | Martí Olivar                                               | Nacha Hospital                                             | Josep Maria Palés I Jordi Palés II                         | Alícia Guri Mercè Solsona                                  | Alícia Guri Miguel Aguerri                                 |                                                            |       |
| XXIII                                                        | 1960-61 | Martí Olivar                                               | Nacha Hospital                                             | Sahi Ibañez                                                | Montserrat Guiamet Raldiris                                | Nacha Hospital Miguel Aguerri                              |                                                            |       |
| es disputaren campionats provincials entre 1961-62 i 1981-82 |         |                                                            |                                                            |                                                            |                                                            |                                                            |                                                            |       |
| XXIV                                                         | 1982-83 | Josep Maria Palés                                          | Ana María Godes                                            | Lluís Calvo Ismael Caymel                                  | Ana María Godes E. Soler                                   | E. Domènech Lluís Calvo                                    | Palafrugell                                                |       |
| XXV                                                          | 1983-84 | Salvador Molés                                             | Montserrat Sanahuja                                        | Maillo Soisa                                               | Montserrat Sanahuja E. Domènech                            | Montserrat Sanahuja Josep Maria Palés                      | Cambrils                                                   |       |
| XXVI                                                         | 1984-85 | Salvador Molés                                             | Ana María Godes                                            | Josep Maria Palés Salvador Molés                           | Ana María Godes E. Soler                                   | Ana María Godes Salvador Molés                             | Gavà                                                       |       |
| XXVII                                                        | 1985-86 | Salvador Molés                                             | Ana María Godes                                            | JM. Maillo F. Olivera                                      | Núria Sapés E. Soler                                       | E. Domènech Salvador Molés                                 | Les Borges Blanques                                        |       |
| XXVIII                                                       | 1986-87 | Salvador Molés                                             | Ana María Godes                                            | Badia Blasco                                               | Mònica Weisz Montse Weisz                                  | Ana María Godes Ismael Caymel                              | Riudellots de la Selva                                     |       |
| XXIX                                                         | 1987-88 | Josep Maria Palés                                          | Ana María Godes                                            | Badia Blasco                                               | Mònica Weisz Montse Weisz                                  | Núria Badia Almendros                                      | Santa Coloma de Gramenet                                   |       |
| XXX                                                          | 1988-89 | J.M. Maillo                                                | Ana María Godes                                            | Badia P. Weisz                                             | Mònica Weisz Montse Weisz                                  | Domènech Salvador Molés                                    | Sant Adrià de Besòs                                        |       |
| XXXI                                                         | 1989-90 | Ismael Caymel                                              | Glòria Gauchia                                             | Ismael Caymel L. Puig                                      | Mònica Weisz Montse Weisz                                  | Barranco Salvador Molés                                    | Sallent                                                    |       |
| XXXII                                                        | 1990-91 | Albert Regincós                                            | Núria Badia                                                | Maillo Moles                                               | Núria Badia Vinuesa                                        | Núria Badia Albert Regincós                                | Roses                                                      |       |
| XXXIII                                                       | 1991-92 | E. Torres                                                  | Núria Badia                                                | Maillo Moles                                               | Núria Badia Montse Weisz                                   | Núria Badia Albert Regincós                                | Bagà                                                       |       |
| XXXIV                                                        | 1992-93 | Ismael Caymel                                              | Marta Ylla-Català                                          | Ismael Caymel Albert Regincós                              | Núria Badia Montse Weisz                                   | Montse Weisz Barco                                         | Les Borges Blanques                                        |       |
| XXXV                                                         | 1993-94 | D. Torres                                                  | Núria Badia                                                | Albert Regincós D. Torres                                  | Núria Badia Montse Weisz                                   | Veciana Maillo                                             | Barcelona (RE)                                             |       |
| XXXVI                                                        | 1994-95 | D. Torres                                                  | R. Vilà                                                    | Albert Regincós D. Torres                                  | Elisabet Arnau Marta Ylla-Català                           | R. Vilà D. Torres                                          | Barcelona                                                  |       |
| XXXVII                                                       | 1995-96 | C. García                                                  | R. Vilà                                                    | D. Torres P. Weisz                                         | Elisabet Arnau Marta Ylla-Català                           | R. Vilà D. Torres                                          | Vic                                                        |       |
| XXXVIII                                                      | 1996-97 | P. Weisz                                                   | Mònica Weisz                                               | O. Gallego C. Font                                         | Mònica Weisz Montse Weisz                                  | Veciana Piella                                             | La Bisbal d'Empordà                                        |       |
| XXXIV                                                        | 1997-98 | D. Torres                                                  | R. Vilà                                                    | D. Torres P. Weisz                                         | Mònica Weisz Marta Ylla-Català                             | Elisabet Arnau Arnau                                       | L'Escala                                                   |       |
| XL                                                           | 1998-99 | F. Gallego                                                 | R. Vilà                                                    | M. Arnau J. Piella                                         | Jéssica Hernández M. Almagro                               | Jéssica Hernández C. Font                                  | Amposta                                                    |       |
| XLI                                                          | 1999-00 | Josep Maria Palés                                          | Elisabet Arnau                                             | M. Arnau J. Piella                                         | Elisabet Arnau Marta Ylla-Català                           | Elisabet Arnau Arnau                                       | Torelló                                                    |       |
| XLII                                                         | 2000-01 | Josep Maria Palés                                          | M. Jurado                                                  | M. Arnau J. Piella                                         | S. Ramírez Gàlia Dvorak                                    | S. Ramírez M. Arnau                                        | Les Borges Blanques                                        |       |
| XLIII                                                        | 2001-02 | Josep Maria Palés                                          | Jéssica Hernández                                          | P. Navarro Oriol Monzó                                     | S. Ramírez Gàlia Dvorak                                    | S. Ramírez P. Navarro                                      | Riudellots de la Selva                                     |       |
| XLIV                                                         | 2002-03 | Oriol Monzó                                                | Jéssica Hernández                                          | M. Arnau Escamilla                                         | Jéssica Hernández V. Nuñez                                 | A. Badosa E. Escamilla                                     | Bagà                                                       |       |
| XLV                                                          | 2003-04 | J. Piella                                                  | Jéssica Hernández                                          | C. García M. Garcia                                        | N/D                                                        | Jéssica Hernández C. Font                                  | Les Borges Blanques                                        |       |
| XLVI                                                         | 2004-05 | J. Piella                                                  | Jéssica Hernández                                          | C. García M. Garcia                                        | Jéssica Hernández T. Puig                                  | Jéssica Hernández C. Font                                  | Calella                                                    |       |
| XLVII                                                        | 2005-06 | J. Piella                                                  | Jéssica Hernández                                          | C. Garcia M. Garcia                                        | Jéssica Hernández T. Puig                                  | Jéssica Hernández A. Puig                                  | Sant Vicenç dels Horts                                     |       |
| XLVIII                                                       | 2006-07 | Oriol Monzó                                                | Jéssica Hernández                                          | Oriol Monzó J. Piella                                      | A. Badosa E. Granados                                      | Jéssica Hernández A. Puig                                  | Masquefa                                                   |       |
| XLIX                                                         | 2007-08 | Marc Duran                                                 | A. Badosa                                                  | Marc Duran Oriol Monzó                                     | Anna Biscarri Yanlan Li                                    | Jéssica Hernández A. Puig                                  | Calella                                                    |       |
| L                                                            | 2008-09 | Oriol Monzó                                                | Jéssica Hernández                                          | Oriol Monzó J. Piella                                      | A. Badosa E. Granados                                      | Jéssica Hernández A. Puig                                  | Les Borges Blanques                                        |       |
| LI                                                           | 2009-10 | Marc Duran                                                 | S. Ramírez                                                 | Marc Duran Oriol Monzó                                     | N. Riera J. Roca                                           | A. Badosa C. García                                        | Mollerussa                                                 |       |
| LII                                                          | 2010-11 | Marc Duran                                                 | Jéssica Hernández                                          | D. Torres M. Caymel                                        | Jéssica Hernández Yanlan Li                                | N/D                                                        | Calella                                                    |       |
| LIII                                                         | 2011-12 | Marc Duran                                                 | Jéssica Hernández                                          | Marc Duran Oriol Monzó                                     | Jéssica Hernández Yanlan Li                                | N/D                                                        | Calella                                                    |       |
| LIV                                                          | 2012-13 | Oriol Monzó                                                | Sofia-Xuan Zhang                                           | F. Brugada Ramon Mampel                                    | Sofia-Xuan Zhang A. Matas                                  | N/D                                                        | Calella                                                    |       |
| LV                                                           | 2013-14 | Oriol Monzó                                                | Nora Escartin                                              | Marc Duran Oriol Monzó                                     | Nora Escartin Sofia-Xuan Zhang                             | N/D                                                        | Calella                                                    |       |
| LVI                                                          | 2014-15 | Oriol Monzó                                                | Nora Escartin                                              | Marc Clotet Ferran Brugada                                 | Nora Escartin Sofia-Xuan Zhang                             | N/D                                                        | Calella                                                    |       |
| LVII                                                         | 2015-16 | Oriol Monzó                                                | Sofia-Xuan Zhang                                           | Iván Martínez Oriol Monzó                                  | Sofia-Xuan Zhang Alba Fernández                            | N/D                                                        | Calella                                                    |       |
| LVIII                                                        | 2016-17 | Joan Masip                                                 | Gàlia Dvorak                                               | Marc Clotet Joan Masip                                     | Nerea Garcia Ana Garcia                                    | N/D                                                        | Calella                                                    |       |
| LIX                                                          | 2017-18 | Marc Duran                                                 | Alba Fernández                                             | Oriol Monzó Marc Duran                                     | Mirèia Peretó Lidia Rico                                   | N/D                                                        | Calella                                                    |       |
| LX                                                           | 2018-19 | Marc Duran                                                 | Ana Garcia                                                 | Joan Masip Arnau Pons                                      | Maria Balanzo Jana Riera                                   | N/D                                                        | Calella                                                    | [ 3 ] |
| N/D                                                          | 2019-20 | Edició cancel·lada pel risc públic de contagi del COVID-19 | Edició cancel·lada pel risc públic de contagi del COVID-19 | Edició cancel·lada pel risc públic de contagi del COVID-19 | Edició cancel·lada pel risc públic de contagi del COVID-19 | Edició cancel·lada pel risc públic de contagi del COVID-19 | Edició cancel·lada pel risc públic de contagi del COVID-19 |       |
| LXI                                                          | 2020-21 | Joan Masip                                                 | Alba Fernández                                             | N/D                                                        | N/D                                                        | N/D                                                        | Bàscara                                                    | [ 4 ] |
| LXII                                                         | 2021-22 | Joan Masip                                                 | Mariona Munné                                              | Joan Masip Arnau Pons                                      | Camila Moscoso Sílvia Coll                                 | Joan Masip Mariona Munné                                   | Bàscara                                                    | [ 5 ] |
| LXIII                                                        | 2022-23 | Iker González                                              | Camila Moscoso                                             | Joan Masip Arnau Pons                                      | Elvira Rad Renata Shypsha                                  | Eric Cintas Raquel Larrubia                                | Igualada                                                   |       |
| LXIV                                                         | 2023-24 | Joan Masip                                                 | Elvira Rad                                                 | Cesc Carrera Luca Khidasheli                               | Elvira Rad Renata Shypsha                                  | Elvira Rad Norbert Tauler                                  | Bàscara                                                    | [ 6 ] |
| LXV                                                          | 2024-25 | Iker González                                              | Elvira Rad                                                 | Cesc Carrera Luca Khidasheli                               | Martina Sans Irina Gimeno                                  | Martina Sans Iker González                                 | Pavelló Ausoneta, Vic                                      | [ 7 ] |